# 主機名稱
主機名稱（英語：hostname），又稱節點名稱（nodename），在連上電腦網路時，特定裝置使用的名稱。在進行電子通訊時，可以用來識別某個裝置之用，諸如全球資訊網、電子郵件、Usenet中都使用主機名稱來當成識別之用。
在網際網路中，主機名稱被附在域名系統（DNS）的域名之後，形成完整網域名稱。

## Linux

### 定义

#### systemd项目
所谓"主机名"，其实有三种不同的含义：
- pretty主机名，仅供人类阅读，可以包含各种特殊字符， 例如"Lennart's Laptop"(必须是UTF-8编码)。 pretty主机名、chassis(设备类型)、icon(图标名称)存储在 /etc/machine-info 文件中， 详见 machine-info(5) （页面存档备份，存于） 手册。
- static主机名（静态主机名），在主机启动时，将会使用它初始化内核主机名。静态主机名，存储在 /etc/hostname 文件中， 详见 hostname(5) （页面存档备份，存于） 手册。
- transient主机名（临时主机名），是一个备用的数值，以供网络配置搜索时使用。如果配置了静态主机名且该值是可用时（不为localhost时），临时主机名将不会被使用。[2]临时主机名是映射内核主机的。[3]

#### 内核主机名
内核主机名（kernel hostname），是该机器的机器名，可通过 /proc/sys/kernel/hostname 文件查看，主机在启动时，将会 /etc/hostname 读取主机名，可通过hostname 命令和hostnamectl 命令设置临时主机名，但设置的临时主机名在重启时将会消失；也可以通过 hostnamectl 命令设置静态主机名，重启后不会消失。

### 相关工具

#### hostname (net-tools项目)
hostname 命令通过gethostname 函数和 sethostname 函数进行主机名的读写。而该主机名存储在内核内存中 utsname 数据结构中。hostname 命令实质操作的对象是临时主机名。

#### hostnamectl(systemd项目)
hostnamectl 用于控制系统的主机名。
该命令可 查询与修改系统主机名以及其他相关设置。它可操作pretty主机名、静态主机名以及临时主机名。

### 主機名稱的操作
```
$
 
hostname
localhost

# 設置臨時主機名稱

$
 
hostname
 
manger1
$
 
hostname
manger1

# 設置靜態主機名稱,同時內核主機名稱也會被更新

$
 
sudo
 
hostnamectl
 
set-hostname
 
manager2
$
 
hostnamectl
 
status
 

   
Static
 
hostname:
 
manager2

         
Icon
 
name:
 
computer-vm

           
Chassis:
 
vm

        
Machine
 
ID:
 
c0fddf681459441c980f6f25e80e9976

           
Boot
 
ID:
 
4265c546e7cd4542bc832e41d6ae0788

    
Virtualization:
 
kvm

  
Operating
 
System:
 
CentOS
 
Linux
 
7
 
(
Core
)

       
CPE
 
OS
 
Name:
 
cpe:/o:centos:centos:7

            
Kernel:
 
Linux
 
3
.10.0-957.12.2.el7.x86_64

      
Architecture:
 
x86-64
$
 
cat
 
/etc/hostname
 

manager2

```

## 相关网站
- redhat -  使用 HOSTNAMECTL 配置主机名 （页面存档备份，存于）
- Archlinux - 设置计算机名 （页面存档备份，存于）